# Lilium bosniacum
Lilium bosniacum är en liljeväxtart som först beskrevs av Günther von Mannagetta und Lërchenau Beck, och fick sitt nu gällande namn av Karl Fritsch. Lilium bosniacum ingår i släktet liljor, och familjen liljeväxter. Inga underarter finns listade.

## Bildgalleri

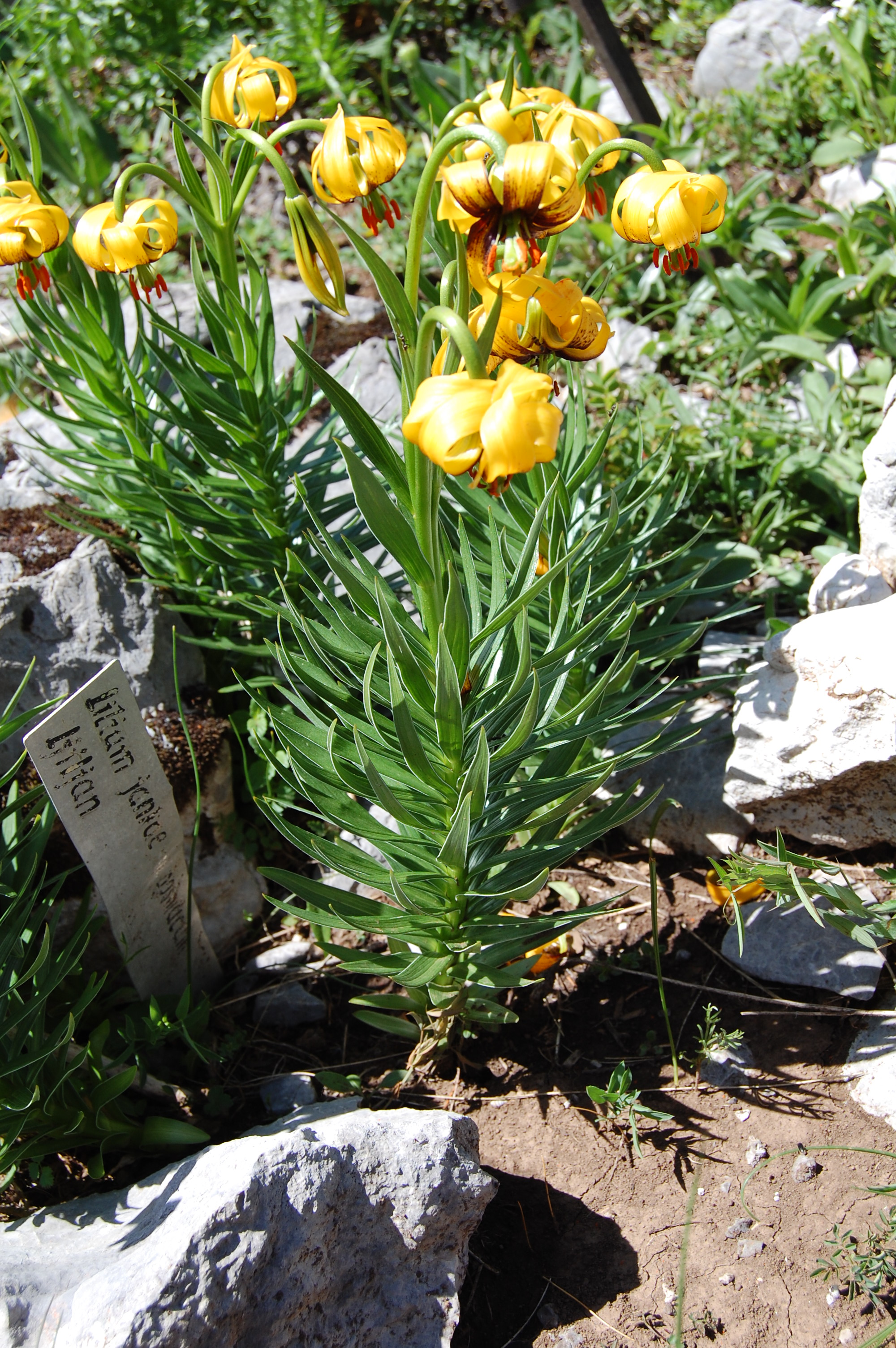